# 蓝海电视
蓝海电视（英語：Blue Ocean Network，简称BON）是中国的一家对海外播出的民营电视台，全天24小时以英语播出。

## 简介
蓝海电视于2008年成立，是中国第一个民营英文电视台，节目在中国采编制作，在美国等地落地播出。2013年8月，蓝海电视与美国MHz Networks合作，开始在美国首都华盛顿及周边地区24小时不间断播出有关中国的电视节目，这一合作已于2014年8月结束。目前蓝海电视通过卫星电视、有线电视及网络电视覆盖全球，节目内容包括了中国的商务、财经、科技、文化、旅游和生活方式等实用信息。除电视频道外，蓝海电视还经营有英文视频通讯社“BON Video”和英文节目制作实体“BON Production”。